# 烏克蘭歷史地區

传统地区

這裡列出了在歷史上屬於烏克蘭，和/或乌克兰人以及他們的先人所定居過的各個地區。

## 主要的歷史地區
依據歷史背景對烏克蘭大致區分，可分為五大區域，在此分區間各自的族群組成、語言使用情形、歷史經驗、政治立場等都有所不同：
- 受過哈布斯堡管治的地區，即加利西亞、外喀爾巴阡和布科維納地域，此範圍涵蓋利維夫、捷爾諾波爾、伊瓦諾-福蘭基夫斯克、外喀爾巴阡及切爾諾夫策西部等地，歷史而言上述地域受歐洲影響頗深，在族群、文化以及歷史經驗上有其獨特性。
- 沃里尼亞，此範圍涵蓋沃倫和羅夫諾兩區域，歷史而言上述地域與加利西亞一樣均受歐洲影響很多，但18世紀末波蘭被瓜分後是被帝俄兼併管治百年，在二戰後再被蘇維埃化時遭受殘酷對待，有許多烏克蘭人是被發配到西伯利亞和遠東地區[1]:1020，具有一定俄羅斯殖民的負面經驗。
- 聶伯河右岸/右岸烏克蘭，此範圍包括基輔、文尼察、日托米爾、克羅皮夫尼茨基、赫梅利尼茨基、切爾卡瑟及切爾尼夫齊東部等地，雖在波蘭被瓜分後受俄羅斯管轄，但直到19世紀末葉右岸大部分土地依據屬於波蘭領主，而在地烏克蘭人主要為農民。此地於1922年蘇聯成立時即加入烏克蘭蘇維埃，相較缺乏被強迫蘇維埃化的悲慘經驗。
- 聶伯河左岸/左岸烏克蘭，此範圍包括波爾塔瓦、切爾尼希夫、蘇梅、哈爾科夫、盧甘斯克、頓涅茨克、第聶伯羅、扎波羅熱北部、赫爾松北部和尼古拉耶夫東北部等地，此地率先於1654年佩列亞斯拉夫條約後被俄羅斯正式管轄，直接受俄羅斯影響超過三百年。
- 受過鄂圖曼帝國管治的地區，涵蓋烏克蘭南部和克里米亞半島，包括扎波羅熱南部、赫爾松南部、尼古拉耶夫西南部、敖德薩和克里米亞等地。在18世紀俄羅斯奪取前，該地域居民主要為韃靼人，未開發土地較多尤其內陸部分，葉卡捷琳娜奪得該地域後更名為新俄羅斯並積極推進墾殖開發。

| 徽章                              | 姓名            | 描述 |
| --------------------------------- | --------------- | --- |
| Coat of arms of Carpathian        | 喀尔巴阡        | 喀爾巴阡地區坐落在喀爾巴阡山脈主山脊以外（山脊以西）。其他名稱：喀爾巴阡魯塞尼亞、喀爾巴阡烏克蘭、亞喀爾巴阡烏克蘭、亞喀爾巴阡、跨喀爾巴阡烏克蘭、扎喀爾巴阡。 |
| Coat of arms of Halychyna         | 哈利奇娜        | 其他名稱：加利西亞、繼-喀爾巴阡（山脊以東）。 |
| Coat of arms of Volhynia          | 伏尔希尼亚      | 其他名稱：弗拉基米爾、沃倫、洛多梅里亚。 |
| Coat of arms of Podillia          | 波多利亚        | 波多利亞的意思是「低地」。 |
| Coat of arms of land of Kyiv      | 基辅土地        | 其他名稱：魯塞尼亞公國，魯塞尼亞。 |
| Coat of arms of land of Chernihiv | 西维利亚        | 其他名稱：切爾尼戈夫土地，切爾尼戈夫-西維利亞。 |
| Coat of arms of Sloboda Ukraine   | 斯洛博达 乌克兰 | |
| Coat of arms of Zaporizhian Sich  | 扎波罗热塞契    | |
|                                   | 顿巴斯          | 其他名稱：庫曼人的土地。 |
|                                   | 黑海沿岸        | 其他名稱：叶迪桑，奧恰基夫。 |
|                                   | 塔夫里亞Tavria  | 其他名称：陶里達Taurida。 |
|                                   | 布贾克          | |
| Coat of arms of Bucovina          | 布科维纳        | 其他名称： 希賓西土地Shypyntsi Land。 |

## 傳統意義的地區
烏克蘭地區的傳統名稱，也是地理、歷史和民族性意義上重要的標誌。 
- 第聂伯河上乌克兰，大乌克兰
  - 基輔之地
    - 右岸乌克兰（日托米爾州、基輔州、切爾卡瑟州以東）、烏克蘭中部
    - 波列西亚，圖羅夫州（基輔州以北，布雷斯特州以東，戈梅利州以西），北部烏克蘭

  - 佩列亞斯拉夫的土地（主要是波爾塔瓦州和基輔州以東），乌克兰左岸南部，小羅斯，中部烏克蘭
  - 切爾尼戈夫的土地（主要是切爾尼戈夫州，布良斯克州以西，戈梅利州以東），乌克兰左岸北部，小羅斯，北部烏克蘭
  - 西維利亞 （蘇梅州、哈爾科夫州、庫爾斯克州、別爾哥羅德州）
  - 斯洛博达乌克兰（主要是哈爾科夫州）
- 魯塞尼亞，羅斯王國，西部烏克蘭，西部州，小波蘭
  - 沃里尼亞 （沃倫州，羅夫諾州，日托米爾州以西，捷爾諾波爾州以北，赫梅利尼茨基州以北），前公國
  - 海乌姆、贝尔茨、圣河、普热梅希尔（波德卡爾帕克省和盧布林省以東），前公國和魯塞尼亞的領土之一部分
  - 波里斯加（布列斯特州以西，波德拉斯基省以南）
  - 加利西亚（利沃夫州、伊萬諾-弗蘭科夫斯克州、捷爾諾波爾州）
    - 红色鲁塞尼亚
    - 博伊科巴阡 （ 博伊科人和蘭科人 ，統稱為卢森尼亚人 ）
    - 波庫蒂亞 (胡楚尔)
- 波多利亚（赫梅利尼茨基州、文尼察州、敖德薩州以北、基洛沃拉德州以西）、小波蘭
- 扎波罗热（第聶伯羅彼得羅夫斯克州，基洛沃拉德州以東），新塞爾維亞，烏克蘭中部
- 蓬蒂特草原東歐大草原，荒野之地，新羅斯
  - 顿巴斯（“頓涅茨盆地”）（頓涅茨克州，盧漢克斯州），又稱庫曼土地，斯拉沃-塞爾維亞，東部烏克蘭
  - 亞速濱海區（扎波羅熱州，頓涅茨克州南部，羅斯托夫州西南部）
  - 黑海沿岸, 南部烏克蘭
    - 外-布赫, 耶迪桑, 聶斯特里尼亞(敖德薩州, 尼古拉耶夫州)
    - 波哈茨 (布查克)（敖德薩州西南部）
    - 塔夫里亞 (赫爾松州)
- 克里米亚（ Krym ），又塔夫里亞、陶里達
- 跨喀爾巴阡 / 喀爾巴阡 魯塞尼亞, 亞喀爾巴阡羅斯，喀尔巴阡乌克兰等等
  - 马拉穆列什
- 北布科维纳（切爾諾夫策州）

歷史上由烏克蘭人（與其他主要民族）居住的地區，部分或全部在現代烏克蘭之外： 
- 库班，在俄羅斯-切爾克斯戰爭期間，俄羅斯政府授予黑海哥薩克人的殖民地
- 北高加索（也稱作粉乌克兰）
- 伏尔加地区（萨拉托夫周边，也稱作黄乌克兰）
- 西伯利亚（鄂木斯克周边，也稱作灰乌克兰）
- 俄罗斯远东地区（也稱作綠烏克蘭）

## 烏克蘭地區

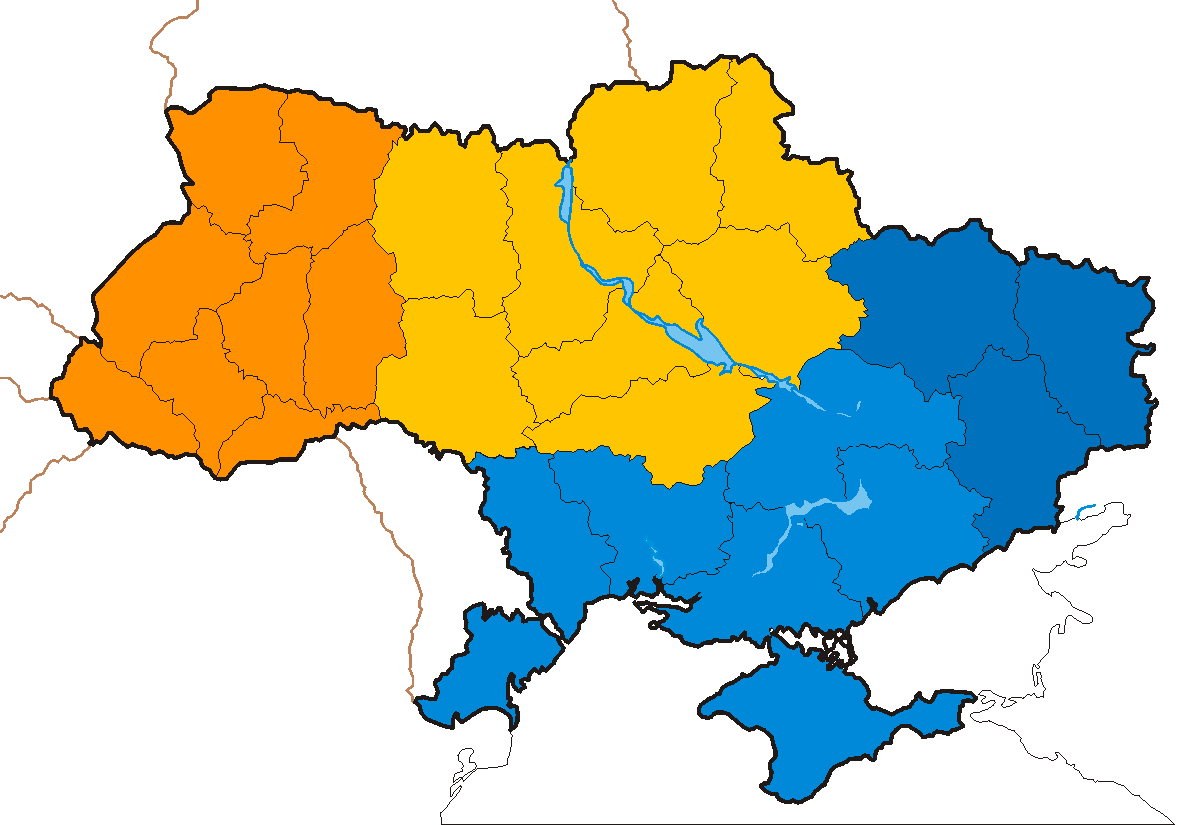
烏克蘭中部（金色）、東部（深藍）、南部（淺藍）與西部（橙色）。有時，更多的南部州可以被稱為「東烏克蘭」。

地緣政治、歷史和文化層面的因素，在決定將烏克蘭不同地區劃分到半官方層面的地區時候，有擔起對應角色作用。地圖顯示了一些地區大致上的粗略位置。 “烏克蘭中部”、“烏克蘭東部”、“烏克蘭南部”和“烏克蘭西部”這些術語會經常被使用而出現。不過這些區域的邊界沒有明確的定義，通常僅作為一般上的參考。此類區域通常可能包括： 
- 乌克兰中部，是一個更模糊的術語，通常表示西方或東南部總代稱所未包含的地區。
- 乌克兰东部，會指向頓河盆地、烏克蘭斯洛博達、陶里達大陸地區等。
- 乌克兰南部，通常包括整個塔夫利、克利福洛盆地以及尼古拉耶夫和敖德薩州地區。另外它可包括頓河盆地，特別是與亞速海相鄰的陸地。
- 乌克兰西部，會指向歷史悠久的加利西亞地區，也會包括沃利尼亞、波多利亞、外喀爾巴阡和/或布科維納。

除此外的其他術語就很少被使用到——例如“烏克蘭西南部”，它可以表示跨喀爾巴阡或布查克 。有時，“烏克蘭東南部”一詞用於定義烏克蘭南部和東部的兩個地區。由於該國的形狀，狹義上，“烏克蘭北部”一詞通常用於表示切尔尼戈夫/苏梅的隆起部分，或者更廣泛是指代整個波利西亞。 “烏克蘭西北部”几乎完全是指歷史悠久的沃里尼亚地區。這使得“烏克蘭東北部”這個詞在其中是最為罕見——它要么用作烏克蘭北部狹義定義的同義詞，要么用作斯洛博達烏克蘭（尤其是苏梅州）的同義詞。

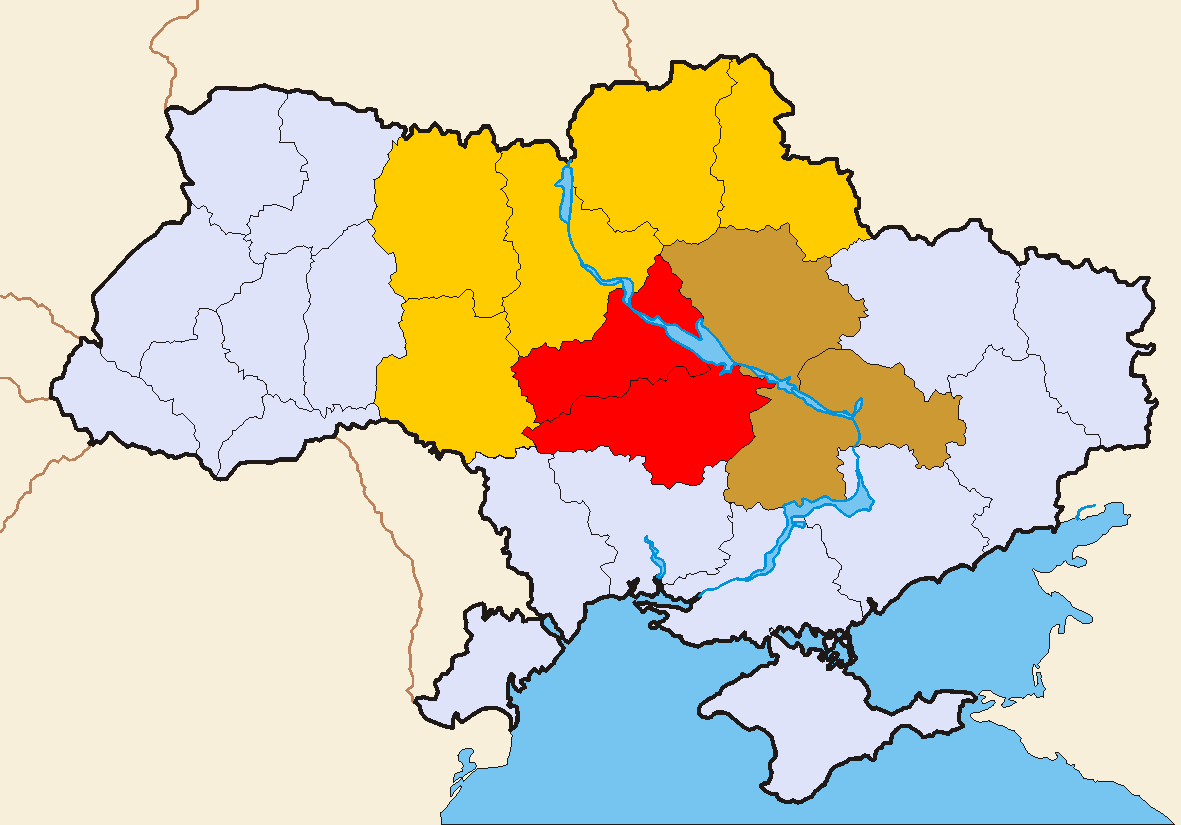
乌克兰中部
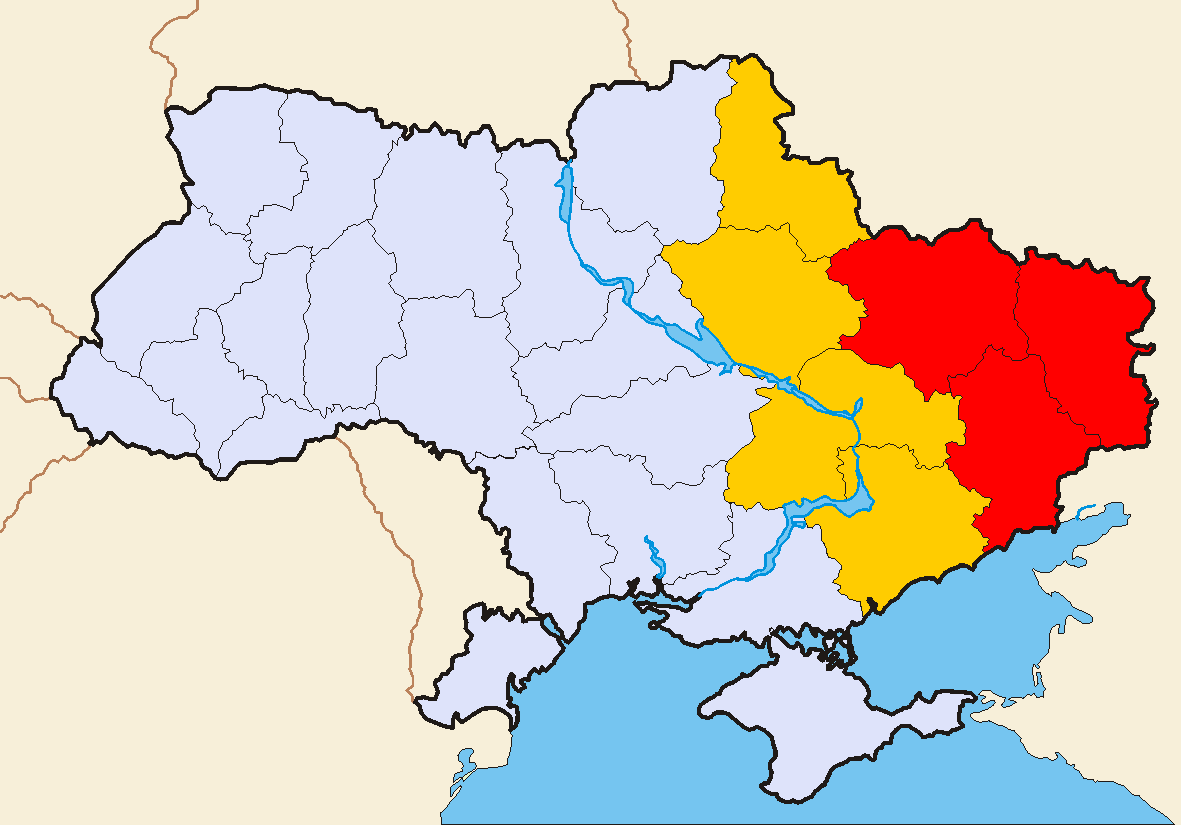
乌克兰东部
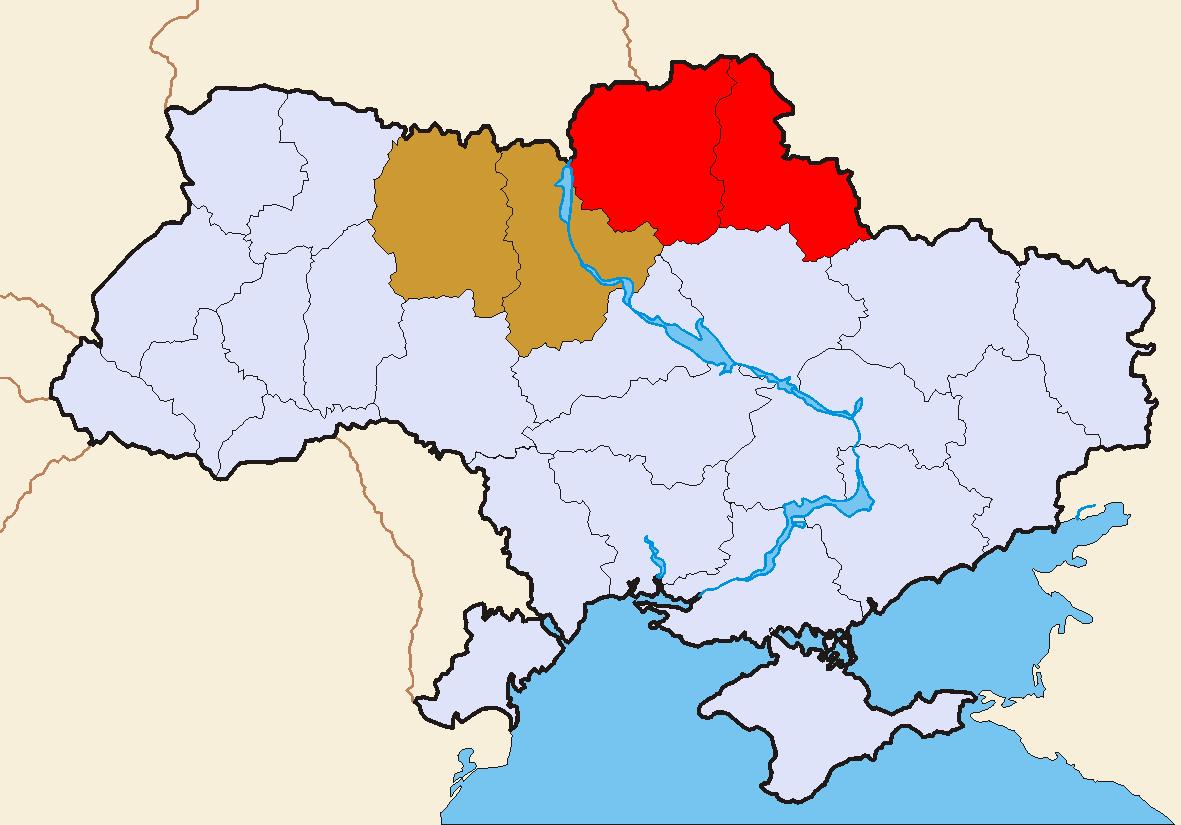
乌克兰北部
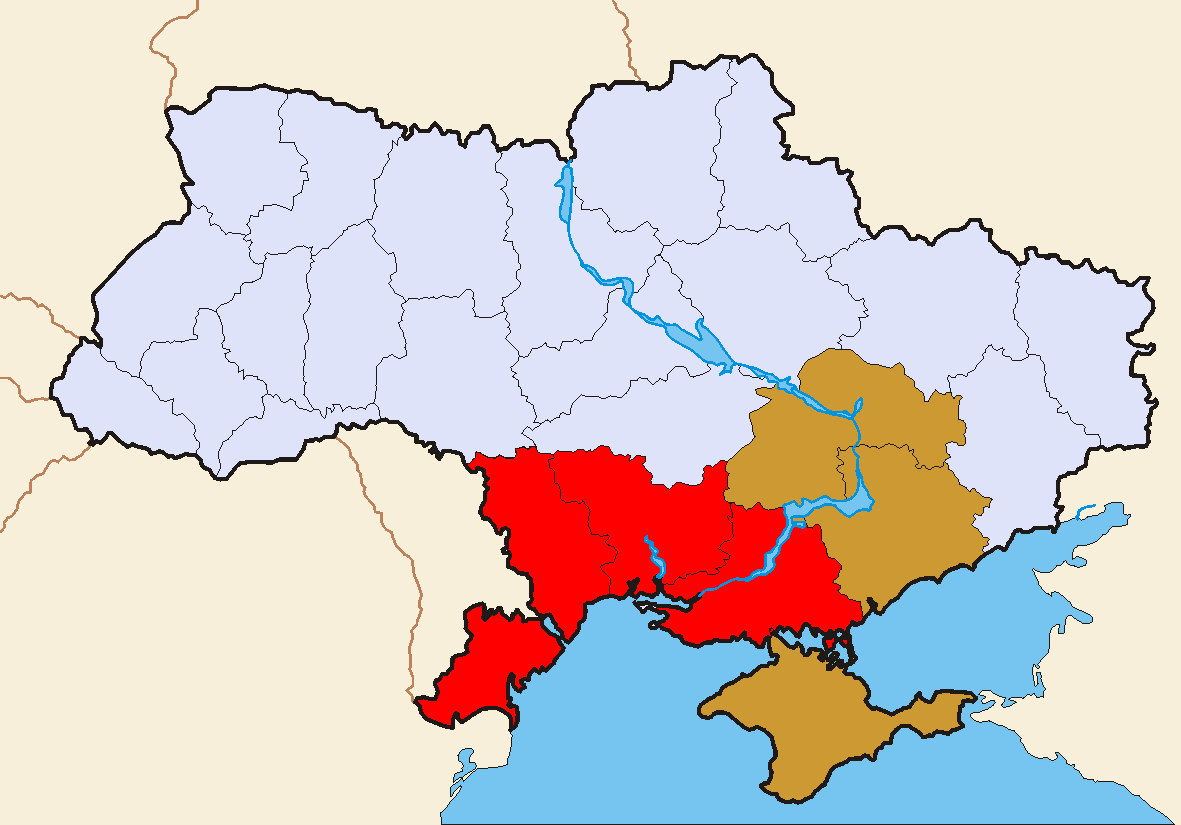
乌克兰南部
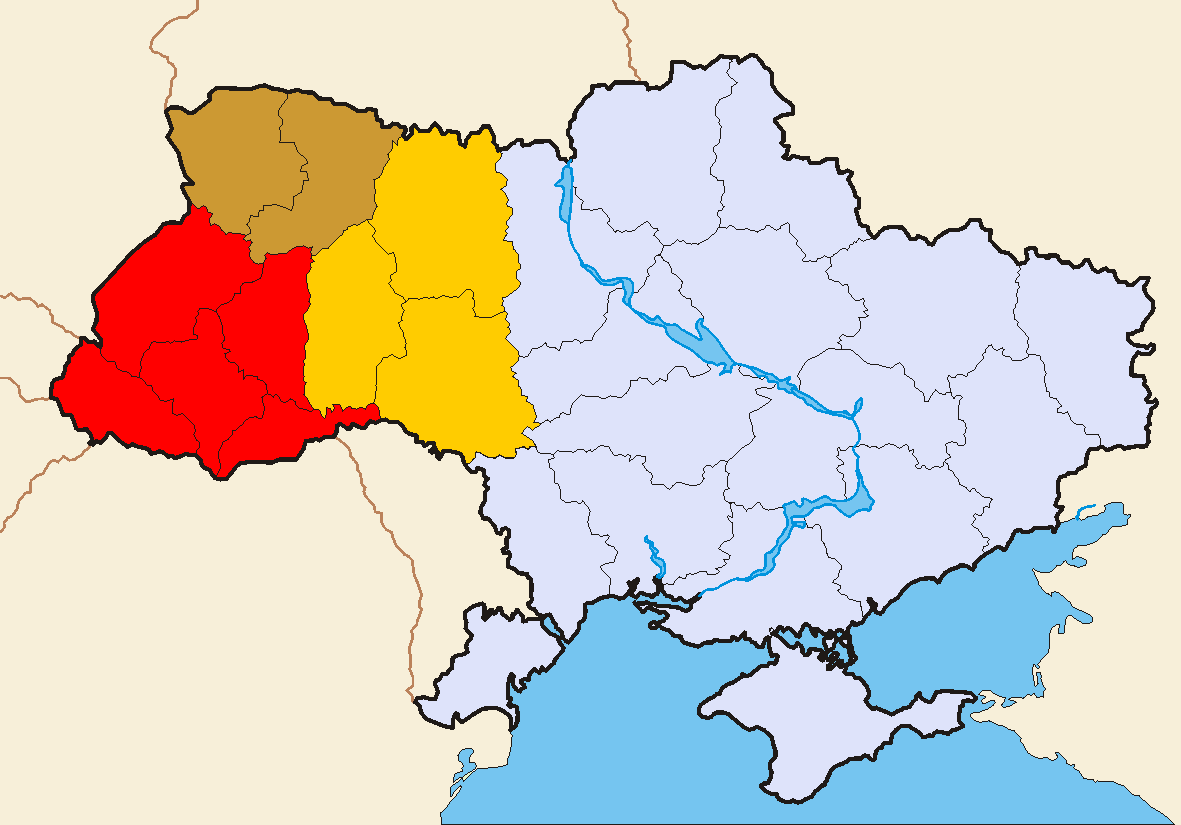
乌克兰西部
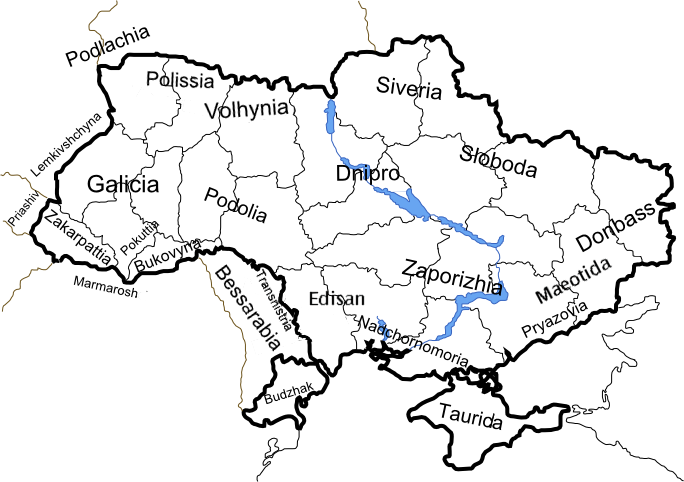
历史地区

## 歷史上的烏克蘭政權
- 基辅罗斯（早期东斯拉夫人的一個國度），（879–1240）
- 加利西亚-沃里尼亚王国(1199–1349)
- 哥薩克酋長國 (1649–1764)
- 乌克兰人民共和国中央拉达(1917–1918)
- 乌克兰人民苏维埃共和国(1917–1918)
- 敖德萨苏维埃共和国(1918)
- 顿涅茨克-克里沃罗格苏维埃共和国(1918)
- 乌克兰苏维埃共和国(1918)
- 乌克兰国家元首(1918)
- 西乌克兰人民共和国(1918–1919)
- 乌克兰人民共和国總督局(1918–1920)
- 乌克兰苏维埃社会主义共和国(1919–1991)
- 加利西亚苏维埃社会主义共和国(1920)
- 喀尔巴阡-乌克兰(1938–1939)
- 乌克兰国民政府(1941)
- 乌克兰总督府(1941–1944)